# Station Perpignan
Station Perpignan is een spoorwegstation in de Franse stad Perpignan. Het interieur is gedecoreerd door Salvador Dalí, die dit station beschouwde als "het centrum van het heelal". Het station ligt op de lijn Narbonne - Portbou (Spanje) en bevindt zich tussen de spoorbrug over de Têt en het viaduct van Réart. Het volgende station richting Narbonne is Station Rivesaltes en in de richting Portbou Station Elne.

## Treinen
Op Station Perpignan stoppen de volgende passagierstreinen die langskomen:
- TGV
  - Parijs - Nîmes - Montpellier - Perpignan - Barcelona
  - Brussel - Lille - Aéroport Roissy-CDG - Lyon - Nîmes - Montpellier - Perpignan
- Corail Téoz
  - Parijs - Toulouse - Narbonne - Perpignan - Cerbère - Portbou
- Corail Lunéa
  - Parijs - Portbou
  - Straatsburg - Portbou
  - Luxemburg - Portbou
- TER Languedoc-Roussillon
  - Avignon - Nîmes - Montpellier - Sète - Agde - Béziers - Perpignan - Cerbère - Portbou
  - Toulouse - Perpignan - Cerbère - Portbou
  - Perpignan - Villefranche-de-Conflent
- Talgo
  - Montpellier - Perpignan - Barcelona / Cartagena / Madrid